# Теракт в Кветте (2016)
Теракт в Кветте — теракт, который произошел 8 августа 2016 года, когда террористы напали на правительственный госпиталь в Кветте, в Пакистане. Были убиты 70 и ранены более 130 человек. Погибшими были в основном защитники (адвокаты), которые собрались в больнице, где находилось тело адвоката Билала Анвара Кассе, президента Ассоциации адвокатов Белуджистана, который был застрелен накануне неизвестным бандитом.
Ответственность за нападение взяли различные исламистские группы, такие как  Джамаат-уль-Ахрар и «Вилаят Хорасан». В общем от 70 до 94 человек были убиты и более 120 получили ранения.